# Celama candida
Celama candida är en fjärilsart som beskrevs av Butler 1879. Celama candida ingår i släktet Celama och familjen trågspinnare. Inga underarter finns listade i Catalogue of Life.